# شيغيو هاياشي
شيغيو هاياشي (باليابانية: 林重男) هو مصور ياباني، ولد في 1918، وتوفي في 2002.